# Raymond Kelly
Raymond Walter Kelly, né le 4 septembre 1941, est un ancien directeur du New York City Police Department (NYPD), d'abord de 1992 à 1994, puis de 2002 à 2013. Il est aujourd'hui directeur des services de gestion des risques du groupe immobilier Cushman & Wakefield.